# Афанасий (Николау)
Митрополи́т Афана́сий (греч. Μητροπολίτης Ἀθανάσιος, в миру Андре́й Никола́у, греч. Ανδρέας Νικολάου; род. 8 февраля 1959, Лимасол) — епископ Кипрской православной церкви, митрополит Лимасольский, проедр Амафунтский и Курийский.

## Биография
Родился 8 февраля 1959 года в семье преуспевающего лимасольского предпринимателя. С юных лет его жизненной средой была православная церковь. В возрасте 14 лет Андрей покинул родительский дом и поступил в школу при Пафской митрополии.
18 апреля 1976 года после окончания Первой гимназии города Пафоса был рукоположён в сан диакона митрополитом Пафским Хризостомом (Аристодиму).
В том же году продолжил учёбу на богословском факультете Университета Аристотеля в Салониках. Церковная жизнь Салоников приятно удивила юношу: «Помню, как в 1976 году я поехал учиться в Грецию, и я был необыкновенно поражен, когда, в первое же воскресенье придя в храм, я увидел там молодых людей. Впервые я видел молодых людей в церкви». Учёба в Салониках позволила ему регулярно посещать расположенную неподалёку Гору Афон. В 1980 году окончил университет и прибыл на Афон, где вступил в число братии скита Неа-Скити, духовником которого был известный старец Иосиф Ватопедский, ученик афонского старца Иосифа Исихаста.
В 1982 году принял великую схиму и в тот же год 29 мая был рукоположён в пресвитера митрополитом Иерисским Никодимом (Анагносту). В 1983 году был митрополитом Верийским Павлом (Янникопулосом) возведён в достоинство духовника.
С 1987 года братство старца Иосифа приняло на себя труды по возобновлению монашеской жизни в монастыре Ватопед, в связи с чем иеромонах Афанасий был избран помощником настоятеля, а затем представителем обители в Священном Киноте Святой Горы Афон.
В 1991—1992 годах — протоэпистат (управляющий) Горы Афон. Эту должность на Афоне принято доверять пожилым монахам, которые обладают высоким авторитетом и большим опытом монашеской жизни. Отец Афанасий стал самым молодым протоэпистатом за тысячелетнюю историю афонского монашества.
Архиепископ Кипрский Хризостом I, посетивший в 1991 году Афон, предложил иеромонаху Афанасию вернуться на Кипр. В 1992 году вместе с тремя другими ватопедскими иноками поступил в «Священнический» монастырь святителя Николая в Пафосе (известный также как «Агия-Мони»).
В ноябре 1993 года братия монастыря в полном составе перешла в монастырь Махера, и 4 ноября того года отец Афанасий был избран игуменом этой обители.
С 1993 года четыре раза в месяц митрополит Афанасий выступает с открытыми беседами в храмах Лимасольской митрополии и Кипрском университете.
11 февраля 1999 года решением Священного синода был единогласно избран митрополитом Лимасольским. 14 февраля состоялась его архиерейская хиротония с возведением в сан митрополита и интронизация.
На момент его поставления на Лимасольскую кафедру епархия была обременена огромными долгами. Из-за череды финансовых скандалов и злоупотреблений большинство местных жителей было негативно настроено по отношению к Церкви. Для решения накопившихся проблем митрополит Афанасий назначил особую комиссию профессиональных экономистов, которая в короткие сроки помогла епархии избавиться от тяжёлого долгового гнёта. Исходя из представления, что каждый мирянин имеет право знать всё о том, как управляется Церковь, митрополит Афанасий ввёл традицию ежегодных отчётных пресс-конференций, на которых обнародуются доходы и расходы митрополии, рассказывается о её начинаниях и реализованных за год программах. Треть доходов Лимасольской митрополии неизменно выделяется на благотворительные нужды.
Стараниями митрополита Афанасия духовно возродились действующие монастыри, кроме того, возобновилась монашеская жизнь в трёх древних обителях.
22 ноября 2005 года вместе с архимандритом Исаией (Киккотисом) представлял Кипрскую православную церковь на интронизации патриарха Иерусалимского Феофила III.
15—20 июля 2008 года сопровождал архиепископа Хризостома II во время его визита в Москву.
Возражал против визита папы римского Бенедикта XVI на Кипр, состоявшегося в июне 2010 года, заявив, что католицизм является ересью, и Ватикан никогда не оказывал положительного влияния на проблемы Кипра. С другой стороны, подчеркнул он, визит папы не должен стать предлогом для каких-либо непристойных выходок со стороны православных.
8—9 октября 2014 года принял участие в первом в новейшей истории собрании игуменов и игумений Русской православной церкви, состоявшемся в Московской духовной академии.
В июне 2016 года был участником «Великого и святого собора» на Крите, где оказался в числе иерархов, отказавшихся подписать соборный документ «Отношения Православной Церкви с остальным христианским миром»: «я хотел бы сообщить всем заинтересованным сторонам, что совесть не позволила мне согласиться с текстом окончательной формулировки [документа], и он не был мною подписан». Письменное мнение по данному вопросу митрополит Афанасий представил на рассмотрение Священного Синода Кипрской Православной Церкви.
В октябре 2020 года вместе с митрополитом Киккским Никифором (Киккотисом), митрополитом Тамасским Исаией (Киккотисом) и хорепископом Амафунтским Николаем (Тимиадисом) критиковал своего предстоятеля Хризостома II за признание автокефалии Православной церкви Украины, дарованной патриархом Константинопольским Варфоломеем. При этом, как сообщил греческий православный сайт «Ромфея», архипастырь подчеркнул, что его позиция не диктуется личными предпочтениями, так как он не знаком ни с митрополитом Киевским и всея Украины Онуфрием, ни с митрополитом Киевским и всея Украины Епифанием. «Это был вопрос совести, вопрос соблюдения священных канонов Церкви», — сказал митрополит Афанасий.
Был одним из шести иерархов Кипрской церкви, которые 18 декабря 2022 года были кандидатами на выборах нового предстоятеля, после смерти архиепископа Хризостома II. Набрал 35,68 % голосов проголосовавших членов Церкви Кипра, став первым из трёх кандидатов, которые прошли во второй тур. Тем не менее, 24 декабря 2022 года в результате голосования членов Синода предстоятелем Кипрской церкви был избран митрополит Георгий (Папахрисостому) получивший 11 голосов из 16. Митрополит Лимассольский Афанасий получил 4 голоса.